# Dimetilmercurio
El dimetilmercurio  ((CH3)2Hg) es un compuesto organometálico del mercurio. A temperatura ambiente se encuentra en estado líquido, es inflamable, incoloro, y además una de las neurotoxinas más potentes conocidas. Se le describe con un leve olor dulce, aunque inhalar una cantidad de vapor apreciable, sería exponerse en exceso a los efectos de este compuesto. 
Es extremadamente peligroso, ya que en seres humanos, una absorción del orden de 0,1 mL tiene consecuencias fatales. Posee una presión de vapor especialmente alta, lo que significa que un pequeño derrame puede poner en peligro a cualquier persona que se encuentre expuesta a sus vapores.
El dimetilmercurio atraviesa con mucha facilidad la barrera hematoencefálica, probablemente gracias a la formación de complejos con la cisteína, y el proceso de eliminación por parte del organismo es muy lento, por lo que tiende a bioacumularse. Los síntomas de envenenamiento de mercurio suelen aparecer cuando es demasiado tarde para aplicar un tratamiento efectivo.
Este compuesto atraviesa látex, PVC, butilo y neopreno muy rápidamente (en cuestión de segundos), siendo absorbido a continuación por la piel, por lo que la mayoría de guantes usados en laboratorio no proporcionan una protección adecuada ante este compuesto. La única opción viable y segura para manipularlo es el uso de guantes laminados de alta resistencia bajo una cobertura de neopreno de manga alta u otros guantes para uso industrial. También se recomienda usar una máscara de protección facial de al menos 20 cm de largo y una cabina extractora de humos.
Se remarcaron las precauciones sobre la toxicidad de este compuesto luego de la conocida muerte de la química Karen Wetterhahn, que falleció luego de pocos meses tras derramar accidentalmente unas gotas de este compuesto sobre sus manos protegidas por guantes de látex, según indicaban los estándares de seguridad la época. No se había detectado que los guantes de látex eran insuficientes anteriormente, probablemente debido a la falta de antecedentes de casos de envenenamiento similares, a pesar del uso extendido y de larga data de la sustancia. La diferencia probablemente radicó en que ella confió excesivamente en la protección brindada por los guantes y no se los quitó inmediatamente a pesar de haber visto varias gotas sobre ellos, sino que decidió hacerlo varios minutos después, dando tiempo a la filtración y absorción. Gracias a este caso, se comprobó que los guantes de plástico eran permeables a la sustancia y se extremaron las medidas de seguridad, recomendando el uso de guantes laminados de plata.